# Иван Вазов (яхта)
Вижте пояснителната страница за други значения на Иван Вазов.
„Иван Вазов“ е наречена 80-тонна яхта, закупена в началото на ХХ век в Истанбул за нуждите на БКП.
Зачислена е към корабоплавателно дружество в Бургас с председател Иван Кремаков от Бургаската търговска камара и директор железопътния машинист Матей Матеев. В екипажа на яхтата попадат Георги Шарков (капитан), Асен Скоротейков (главен механик и партиен пълномощник) и Гечо Кокилев (помощник капитан).
След основен ремонт във Варненската корабостроителница през юни 1922 г. „Иван Вазов“ прави първия си от общо 5 рейса до Севастопол и Одеса.
Яхтата се използва за поддържане на връзка между ЦК на БКП, ЦК на ВКП (б) и Коминтерна, а също така за превозване на нелегална литература и стока (жито, брашно, сапун, трикотаж, лекарства) в помощ на гладуващите в Поволжието. С яхтата се завръщат в СССР много руски емигранти и военнопленници, превозени са нелегалните партийни дейци Константин Теллалов, Иван Орманов, Жечо Гюмюшев, Георги Зуйбаров, руският офицер Александър Агеев.
Преустановени са рейсовете с яхтата по време на Септемврийското въстание през 1923 г. Продадена е през март 1924 г.